# Polizeiruf 110: Das Beste für mein Kind
Das Beste für mein Kind ist ein Fernsehfilm aus der Krimireihe Polizeiruf 110. Die 366. Folge innerhalb der Filmreihe Polizeiruf 110 wurde am 3. Dezember 2017 erstmals auf Das Erste ausgestrahlt.

## Handlung
Ein sechs Monate altes Baby wird aus der Kinderstation eines Krankenhauses in Frankfurt (Oder) entführt. Wenige Stunden später wird der kleine Leon Hallmann vor einem Krankenhaus im polnischen Gorzów Wielkopolski ausgesetzt. Der Entführer Pawel Rozanski wird kurze Zeit später tot aufgefunden. Kriminalhauptkommissarin Olga Lenski und Kriminalhauptkommissar Adam Raczek ermitteln im komplizierten Umfeld des entführten Kleinkindes. Es stellt sich heraus, dass der Entführer der biologische Vater des Kindes war und von der biologischen Mutter Anna Kowalska erschlagen wurde. Die Adoptiveltern, Robert und Sabine Hallmann, hatten das Kind mittels eines gefälschten Vaterschaftsnachweises zu sich holen können.
In einer Parallelhandlung wird Adam Raczek zeitweilig von seiner Frau vor die Tür gesetzt, weil er nicht bereit ist, mit ihr darüber zu reden, dass sie wieder arbeiten gehen will.

## Hintergrund
Der Film wurde vom 19. Juni 2017 bis zum 19. Juli 2017 in Berlin, Frankfurt (Oder) und in Gorzów Wielkopolski gedreht.

## Rezeption

### Kritiken
„Das Kind als Sehnsuchtsobjekt, das Kind als Ware: Dieser 'Polizeiruf' verarbeitet den schwierigen Stoff zu einem Drama, bei dem nicht nur die Grenzen zwischen den Ländern aufweichen, sondern auch die zwischen Profiteuren und Verlierern des Handels. Bislang der stärkste 'Polizeiruf'-Fall aus dem deutsch-polnischen Grenzgebiet.“

„Ein kluger Aufbau, eine glaubhafte Geschichte, Untertitel statt plumper Eindeutschung, mehrdimensionale Charaktere, hervorragende Schauspieler sowie eine anregend zwischen intimer Nähe und reflektierender Distanz wechselnde Bildsprache von Kameramann Gunnar Fuss: es erstaunt, welche Intensität bei solchen Voraussetzungen möglich ist.“

### Einschaltquoten
Die Erstausstrahlung von Das Beste für mein Kind am 3. Dezember 2017 wurde in Deutschland von 7,68 Millionen Zuschauern gesehen und erreichte einen Marktanteil von 20,8 % für Das Erste.